# 9 април
9 април е 99-ият ден в годината според григорианския календар (100-тен през високосна). Остават 266 дни до края на годината.

## Събития
- 193 г. – Септимий Север е обявен за римски император.
- 1387 г. – Османският владетел Мурад I превзема Солун.
- 1413 г. – Хенри V е коронован за крал на Англия.
- 1609 г. – Започва масовата депортация на остатъците от мавританско население на територията на кралство Испания, известно като Изгонване на мориските.
- 1667 г. – В Париж се организира първата в света публична художествена изложба.
- 1865 г. – Американска гражданска война: Главнокомандващият войските на Конфедерацията генерал Робърт Лий се предава на командващия войските на Севера генерал Юлисис Грант.
- 1866 г. – В САЩ е приет Закон за гражданските права, който предоставя равни права на всички граждани на САЩ, с изключение на индианците.
- 1867 г. – Сенатът на САЩ ратифицира договор с Русия за покупката на Аляска.
- 1877 г. – Провежда се заседание на екзархийския синод, на което Панарет Пловдивски и Григорий Доростолски и Червенски предлагат на Антим I сам да се откаже от заемания пост.
- 1916 г. – Първата световна война: Германската армия започва третата си офанзива в битката при Вердюн.
- 1928 г. – В Турция ислямът е обявен за официална религия.
- 1930 г. – В Ню Йорк е направена първата публична демонстрация на видеотелефона.
- 1937 г. – С каценето си в Лондон Камикадзе на фирмата Мицубиши става първият японски самолет, летял до Европа.
- 1940 г. – Втората световна война: Нацистка Германия започва Операция Везерюбунг, при която нахлува в Дания и Норвегия.
- 1940 г. – Започва Битката за град Нарвик, продължила до 8 юни същата година.
- 1945 г. – Заради участието си в заговор срещу Хитлер е екзекутиран германският адмирал Вилхелм Канарис.

- 1963 г. – Уинстън Чърчил става първият чужденец, получил званието почетен гражданин на САЩ.
- 1963 г. – Основана е канадската музикална компания Мюзик Канада.
- 1967 г. – Първият Боинг 737 извършва първия си полет.
- 1969 г. – Извършен е първият изпитателен полет на свръхзвуковия самолет Конкорд.
- 1970 г. – Пол Маккартни обявява официално разпадането на легендарната група Бийтълс.
- 1989 г. – Трагедията от 9 април: Червената армия прилага репресивна сила срещу антисъветски демонстрации в Тбилиси.
- 1990 г. – Унгарският демократичен форум идва на власт в резултат на избори след 40 години комунистически режим.
- 1991 г. – Грузия обявява независимостта си от Съветския съюз и става втората република, откъснала се от управлението на Москва.
- 1992 г. – Консервативната партия на Джон Мейджър печели на изборите в Обединеното кралство.
- 2002 г. – Състои се погребението на Елизабет, кралицата майка на Обединеното кралство в Уестминстърското абатство.
- 2003 г. – Война в Ирак (2003): Американските войски овладяват Багдад.
- 2005 г. – Чарлз (принц на Уелс), сключва брак с дългогодишната си любовница Камила Паркър-Боулс.
- 2008 г. – Република Македония обявява, че ще постигне компромис с Гърция, като промени своето име на Република Нова Македония.

## Родени
- 1283 г. – Норвежката дева, шотландска кралица († 1290 г.)
- 1336 г. – Тимур, тюркски военачалник († 1405 г.)
- 1656 г. – Франческо Тревисани, италиански художник († 1746 г.)
- 1691 г. – Йохан Геснер, германски просветител († 1761 г.)
- 1770 г. – Томас Йохан Зеебек, естонски физик († 1831 г.)
- 1802 г. – Елиас Льонрот, финландски филолог († 1884 г.)
- 1806 г. – Изъмбард Кингдъм Брунел, британски инженер († 1859 г.)
- 1821 г. – Шарл Бодлер, френски поет († 1867 г.)
- 1834 г. – Едмонд Лагер, френски математик († 1886 г.)
- 1835 г. – Леополд II, крал на белгийците († 1909 г.)
- 1846 г. – Паоло Тости, италиански композитор († 1916 г.)
- 1864 г. – Арчибалд Нокс, британски дизайнер († 1933 г.)
- 1872 г. – Леон Блум, министър-председател на Франция († 1950 г.)
- 1878 г. – Марсел Гросман, унгарски математик († 1936 г.)
- 1885 г. – Гошка Дацов, български художник († 1917 г.)
- 1895 г. – Мишел Симон, френски актьор († 1975 г.)
- 1907 г. – Иван Ефремов, руски писател († 1972 г.)
- 1912 г. – Лев Копелев, руски автор († 1997 г.)
- 1917 г. – Йоханес Бобровски, германски поет († 1965 г.)
- 1922 г. – Карл Амери, германски писател († 2005 г.)
- 1923 г. – Артур Батанидес, американски артист († 2000 г.)
- 1926 г. – Хю Хефнър, американски издател на списание Плейбой († 2017 г.)
- 1930 г. – Михаил Букурещлиев, български фолклорист, музикант и композитор († 2018 г.)
- 1932 г. – Армин Джордан, швейцарски диригент († 2006 г.)
- 1932 г. – Карл Пъркинс, американски музикант († 1998 г.)
- 1933 г. – Жан-Пол Белмондо, френски актьор († 2021 г.)
- 1933 г. – Петко Радев, български кларинетист и музикален педагог († 2017 г.)
- 1933 г. – Джан Мария Волонте, италиански актьор († 1994 г.)
- 1936 г. – Йежи Максимюк, полски композитор
- 1938 г. – Виктор Черномирдин, руски политик († 2010 г.)
- 1939 г. – Майкъл Леарнед, американска актриса
- 1940 г. – Ханс-Йоахим Реске, германски лекоатлет
- 1943 г. – Георги Минчев, български певец и музикант († 2001 г.)
- 1944 г. – Лейла Халед, палестински политик
- 1945 г. – Косьо Китипов, български дипломат
- 1948 г. – Пати Право, италианска певица
- 1948 г. – Радойка Шверко, хърватска певица и актриса
- 1949 г. – Тони Крег, английски скулптор
- 1952 г. – Тед Тали, американски сценарист
- 1952 г. – Таня Цанаклиду, гръцка певица и актриса
- 1954 г. – Арнолд Щадлер, германски писател
- 1954 г. – Денис Куейд, американски актьор
- 1959 г.
  - Валери Градинарски, български музикант и лютиер
  - Киро Стоянов, скопски католически епископ
  - Петер Над, словашки певец, автор на песни и музикант
- 1961 г. – Марк Кели, британски рокмузикант
- 1963 г. – Марк Якобс, американски дизайнер
- 1966 г. – Синтия Никсън, американска актриса
- 1966 г. – Томас Дол, германски футболист
- 1968 г. – Том Брандс, американски спортист
- 1971 г. – Жак Вилньов, канадски пилот от Формула 1
- 1972 г. – Желко Ребрача, сръбски баскетболист
- 1972 г. – Ред Уан, музикален продуцент
- 1972 г. – Баръш Фалай, турски актьор
- 1974 г. – Александър Пичушкин, сериен убиец
- 1974 г. – Джена Джеймисън, американска порноактриса
- 1975 г. – Роби Фаулър, английски футболист
- 1977 г. – Джерард Уей, американски музикант
- 1978 г. – Весна Писарович, хърватски певец
- 1980 г. – Лусиано Галети, аржентински футболист
- 1985 г. – Михаил Александров, български плувец
- 1986 г. – Лейтън Мийстър, американска актриса
- 1986 г. – Петко Илиев, български футболист
- 1987 г. – Джеси Маккартни, американски певец и актьор
- 1990 г. – Кристен Стюарт, американска актриса

## Починали
- 491 г. – Зенон, византийски император (* 425 г.)
- 715 г. – Папа Константин, римски папа (* неизв.)
- 1024 г. – Папа Бенедикт VIII, римски папа
- 1483 г. – Едуард IV, крал на Англия (* 1442 г.)
- 1492 г. – Лоренцо Медичи, флорентински княз (* 1448 г.)
- 1553 г. – Франсоа Рабле, френски ренесансов писател (* ок. 1493 г.)
- 1626 г. – Сър Френсис Бейкън, английски философ и държавник (* 1561 г.)
- 1754 г. – Кристиан Волф, германски философ (* 1679 г.)
- 1804 г. – Жак Некер, френски политик (* 1732 г.)
- 1882 г. – Данте Габриел Росети, английски поет (* 1828 г.)
- 1889 г. – Мишел Йожен Шеврьол, френски химик (* 1786 г.)
- 1904 г. – Исабела II, кралица на Испания (* 1830 г.)
- 1926 г. – Георги Тишев, български политик (* 1848 г.)
- 1944 г. – Антон Павлов, съветски военен деец (* 1915 г.)
- 1955 г. – Алексей Иванович Абрикосов, руски патологоанатом (* 1875 г.)
- 1958 г. – Тугомир Алаупович, хърватски писател (* 1870 г.)
- 1959 г. – Франк Лойд Райт, американски архитект (* 1867 г.)
- 1961 г. – Ахмед Зогу, крал на Албания (* 1895 г.)
- 1980 г. – Мохамед Бакир ал Садр, иракски духовник (* 1935 г.)
- 1996 г. – Ричард Кондън, американски писател (* 1915 г.)
- 2011 г. – Сидни Лъмет, американски режисьор (* 1924 г.)
- 2011 г. – Катя Динева, българска актриса (* 1929 г.)
- 2014 г. – Светлана Велмар-Янкович, сръбска писателка (* 1933 г.)
- 2020 г. – Вълчо Камарашев, български актьор (* 1937 г.)
- 2021 г.
  - Йоргос Караиваз, гръцки разследващ журналист (* 1968 г.) 
  - Филип, херцог на Единбург, бивш принц Филип Гръцки (* 1921 г.)
  - Ди Ем Екс, американски рапър (* 1970 г.)

## Празници
- Боливия – Ден на Конституцията
- Грузия – Ден на възпоменанието и Ден на независимостта
- Тунис – Ден на жертвите
- Филипини – Ден на Храбростта
- Финландия – Ден на фински език